# Elsholtzia argyi
Elsholtzia argyi là một loài thực vật có hoa trong họ Hoa môi. Loài này được H.Lév. mô tả khoa học đầu tiên năm 1910. Tên gọi trong tiếng Trung: 紫花香薷 (tử hoa hương nhu).

## Phân bố
Bụi rậm sườn đồi, rừng, ven suối, đồng cỏ ven sông; ở độ cao 200-1.200 m. Phân bố ở các tỉnh An Huy, Phúc Kiến, Quảng Đông, Quảng Tây, Quý Châu, Hồ Bắc, Hồ Nam, Giang Tô, Giang Tây, Tứ Xuyên, Chiết Giang. Trồng tại Nhật Bản và Việt Nam.